# Rue de Cahors
La rue de Cahors est une voie du 19e arrondissement de Paris, en France.

## Situation et accès
La rue de Cahors est une voie publique située dans le 19e arrondissement de Paris. Elle débute au 116, boulevard Sérurier et se termine avenue Ambroise-Rendu.

## Origine du nom

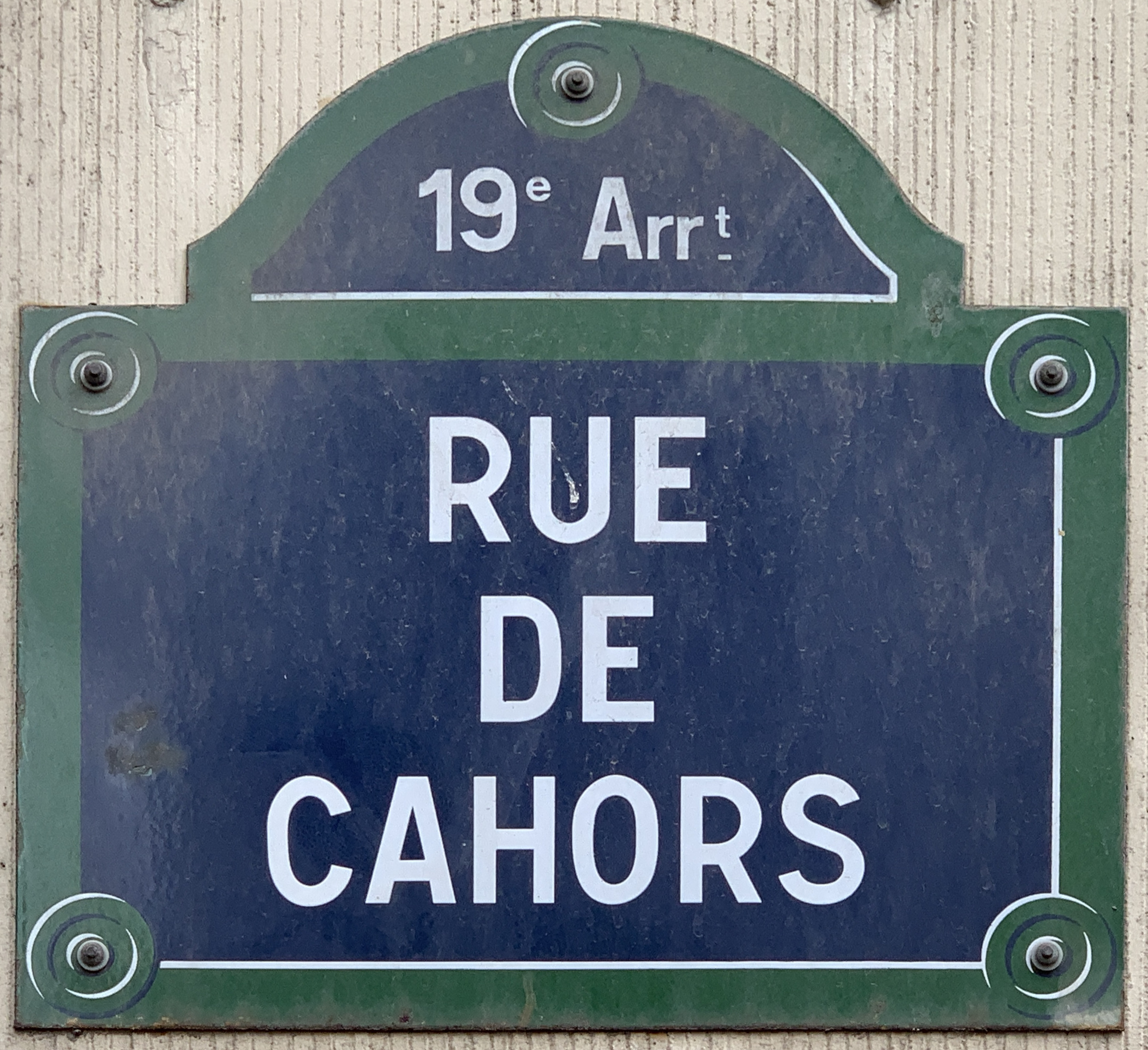
Plaque de la rue.

Cette voie a pris le nom de la préfecture du département du Lot, Cahors.

## Historique
La rue a été ouverte par l'Office public d'habitations de la ville de Paris et a pris sa dénomination actuelle en 1934, sur l'emplacement du bastion no 23 de l'enceinte de Thiers.